# 39 Pułk Artylerii (III Rzesza)
39 Pułk Artylerii (niem. Artillerie-Regiment 39, AR 39) - jeden z niemieckich pułków artylerii ciężkiej okresu III Rzeszy. Sformowany w 1935 w III Okręgu Wojskowym. Nie posiadał sztabu pułkowego.
I batalion został sformowany 15 października 1935 w Kostrzynie. W 1939 jego dowódcą był mjr Beeken. II batalion został sformowany 15 października 1935 we Frankfurcie nad Odrą, stacjonował w koszarach von Ziethena (Ziethen-Kaserne). Jego dowódcami byli m.in.: mjr Gerhard Hüther, mjr Hans Bruhn, mjr Friedrich Thedieck.

## Skład w 1935
- 3 baterie zmotoryzowane (1., 2., 3.)
- 1 bateria dział 10 cm (4.)
- 2 baterie ciężkich haubic polowych (5., 6.)